# Opeth
Opeth is een progressieve metalband uit Zweden. Hun muziekstijl kenmerkt zich door vele aan de metal toegevoegde elementen zoals akoestische gitaar, invloeden van jazz, blues, progressieve rock en grunts afgewisseld met heldere zang. Wat daarbij opvalt is dat beide zangtechnieken door vocalist Mikael Åkerfeldt beheerst worden.
Door deze combinatie van deathmetal en melodische progrock-elementen heeft de band een uniek geluid. Een andere factor die Opeth van het gewone deathmetalgenre onderscheidt zijn hun lyrische, poëtische liedteksten met als terugkerende thema's schoonheid, pijn en depressie. De naam Opeth werd overgenomen uit het boek Sunbird (1972) door auteur Wilbur Smith, en werd oorspronkelijk gespeld als Opet. In het boek is Opet een fictieve stad in Zuid-Afrika waarvan de naam 'Stad van de maan' betekent.

## Carrière
Opeth werd opgericht in 1990 door David Isberg. Deze vroeg de destijds 16-jarige Mikael Åkerfeldt om als bassist bij de band te komen. De beginperiode van de band werd gekenmerkt door vele bezettings- en rolwisselingen. Als de uiteindelijke zanger, gitarist en componist is Mikael Åkerfeldt het enig overgebleven lid en frontman van de oorspronkelijke band. De samenstelling van de band is ook nadien meerdere keren veranderd.
De eerste albums, Orchid, Morningrise en My Arms, Your Hearse, hadden nog wat meer black metalinvloeden in vergelijking met hun latere werk. Vanaf Still Life ontwikkelt zich een meer uitgewerkt progressief karakter. De opvolger, het in 2001 uitgebrachte Blackwater Park, werd het album van de volledige doorbraak in het metalgenre, wat in 2002 werd bevestigd met Deliverance. Het zevende album Damnation heeft over het geheel een veel rustiger en meer akoestisch geluid. Vooral door het ontbreken van grunts is dit hun meest toegankelijke werk. De muziek grijpt veel terug op progressieve rock uit de jaren 70. Dit was tevens het eerste album van Opeth dat in de Billboard Top 200 terechtkwam. De twee daarop volgende albums, Ghost Reveries en Watershed, keerden dan grotendeels weer terug naar de progressieve deathmetal.
In september 2011 verscheen het tiende studioalbum, Heritage, waarin de grunts weer achterwege waren gelaten ten faveure van een meer door jazz beïnvloed geluid. Het leverde de band zelfs een top 10-notering op in de Nederlandse albumhitlijst.
Het elfde studioalbum getiteld Pale Communion zou oorspronkelijk op 17 juni 2014 verschijnen, maar door problemen werd dit uitgesteld tot 26 augustus. Ook op dit album zijn geen grunts te horen en is de progressieverockstijl die op Heritage begon doorgezet.
In juni 2016 maakte Opeth bekend dat ze hadden getekend bij het platenlabel Nuclear Blast Entertainment en dat ze aan het werken waren aan een nieuw album. Eind september kwam het album Sorceress uit.
In 2019 bracht de band het album In Cauda Venenum uit. Opmerkelijk hierbij was het feit dat het album zowel in het Engels als in het Zweeds werd uitgebracht. 'In cauda venenum' is een Latijns spreekwoord hetgeen betekent: "Het venijn zit hem in de staart (op het einde)". Dit dertiende album werd vrij positief ontvangen door pers en publiek. Wall of Sound gaf het zelfs de hoogst mogelijke score 10/10, hierbij meedelend dat dit hoogstwaarschijnlijk het beste is wat de band tot dan toe in haar progressieve periode had uitgebracht.

## Bezetting

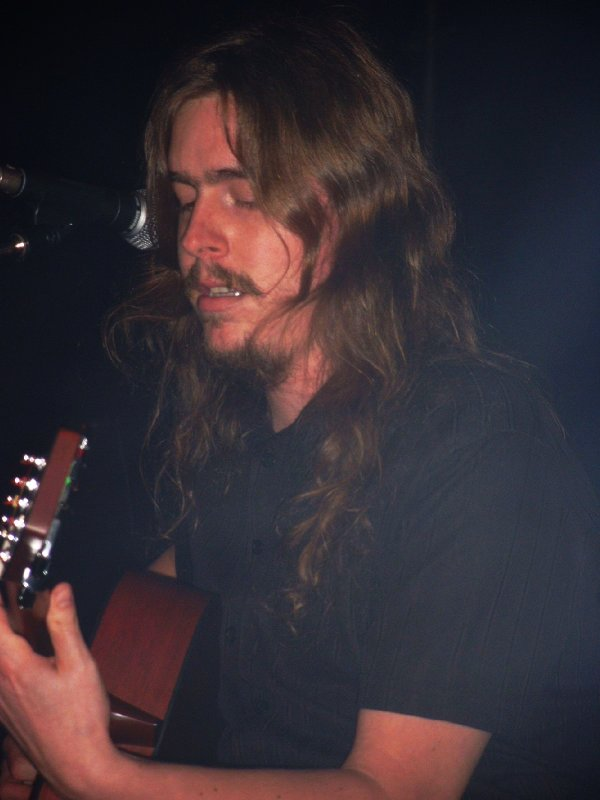
Leadzanger en -gitarist Mikael Åkerfeldt

- Mikael Åkerfeldt – zang, gitaar (1990–heden)
- Frederik Åkesson – gitaar (2007–heden)
- Martin Mendez – bas (1997–heden)
- Joakim Svalberg – keyboard (2011–heden)
- Waltteri Väyrynen - percussie (2022-heden)

Voormalige bandleden
- David Isberg – zang (1990–1992)
- Andreas Dimeo – gitaar (1990)
- Kim Pettersson – gitaar (1991)
- Johan DeFarfalla – bas (1991, 1994–1996)
- Stefan Guteklint – bas (1992–1993)
- Mattias Ander – bas (1992)
- Nick Döring – bas (1990–1991)
- Anders Nordin – percussie (1990–1997)
- Martin Lopez – percussie (1997–2006)
- Peter Lindgren – gitaar (1991–2007)
- Per Wiberg – keyboard, achtergrondzang (2005–2011)
- Martin Axenrot – percussie (2006–2021)
- Sami Karppinen – percussie (2021–2022)

## Discografie

### Albums
| Album met eventuele hitnotering(en) in de Nederlandse Album Top 100                          | Datum van verschijnen | Datum van binnenkomst | Hoogste positie | Aantal weken | Opmerkingen |
| -------------------------------------------------------------------------------------------- | --------------------- | --------------------- | --------------- | ------------ | ----------- |
| Orchid                                                                                       | 15-05-1995            | -                     |                 |              |             |
| Morningrise                                                                                  | 24-06-1996            | -                     |                 |              |             |
| My Arms, Your Hearse                                                                         | 18-08-1998            | -                     |                 |              |             |
| Still Life                                                                                   | 18-10-1999            | -                     |                 |              |             |
| Blackwater Park                                                                              | 27-02-2001            | -                     |                 |              |             |
| Deliverance                                                                                  | 12-11-2002            | -                     |                 |              |             |
| Damnation                                                                                    | 22-04-2003            | 03-05-2003            | 97              | 1            |             |
| Ghost Reveries                                                                               | 29-08-2005            | 03-09-2005            | 38              | 5            |             |
| Collector's edition slipcase (bevat Blackwater Park, Deliverance, Damnation en Lamentations) | 17-10-2006            | -                     |                 |              | Boxset      |
| The Roundhouse Tapes                                                                         | 05-11-2007            | -                     |                 |              | Livealbum   |
| Watershed                                                                                    | 30-05-2008            | 07-06-2008            | 14              | 5            |             |
| The Candlelight Years                                                                        | 28-06-2008            | -                     |                 |              | Boxset      |
| The Wooden Box                                                                               | 26-02-2009            | -                     |                 |              | Boxset      |
| In Live Concert at the Royal Albert Hall                                                     | 20-09-2010            | -                     |                 |              | Livealbum   |
| Heritage                                                                                     | 16-09-2011            | 24-09-2011            | 10              | 7            |             |
| Pale Communion                                                                               | 26-08-2014            | 30-08-2014            | 23              | 2            |             |
| Sorceress                                                                                    | 30-09-2016            | 08-10-2016            | 11              | 4            |             |
| In Cauda Venenum                                                                             | 27-09-2019            | 05-10-2019            | 16              | 1            |             |

| Album met hitnotering(en) in de Vlaamse Ultratop 200 albums | Datum van verschijnen | Datum van binnenkomst | Hoogste positie | Aantal weken | Opmerkingen |
| ----------------------------------------------------------- | --------------------- | --------------------- | --------------- | ------------ | ----------- |
| Watershed                                                   | 2008                  | 14-06-2008            | 90              | 1            |             |
| Heritage                                                    | 2011                  | 24-09-2011            | 87              | 2            |             |
| Sorceress                                                   | 30-09-2016            | 08-10-2016            | 16              | 1            |             |
| In Cauda Venenum                                            | 27-09-2019            | 05-10-2019            | 17              | 4            |             |

### Videografie
- Lamentations (dvd, 2004)
- The Roundhouse Tapes (dvd, 2008)
- In Live Concert at the Royal Albert Hall (dvd, 2010)

| Dvd's met hitnoteringen in de Nederlandse Music Top 30 | Datum van verschijnen | Datum van binnenkomst | Hoogste positie | Aantal weken | Opmerkingen |
| ------------------------------------------------------ | --------------------- | --------------------- | --------------- | ------------ | ----------- |
| The Roundhouse Tapes                                   | 2008                  | 01-11-2008            | 26              | 1            |             |
| In Live Concert at the Royal Albert Hall               | 2010                  | 25-09-2010            | 6               | 7            |             |
| Pale communion                                         | 2014                  | 30-08-2014            | 1(1wk)          | 15           |             |